# 博拉马 (几内亚比绍)
博拉馬是西非國家幾內亞比紹的城市，也是博拉馬區的首府，面積65平方公里，是比熱戈斯群島中最接近幾內亞比紹大陸的島嶼，由紅樹林沼澤包圍，島上有一間腰果加工廠，生產罐頭果汁和果凍，2008年人口10,014。
11°35′N 15°28′W / 11.583°N 15.467°W